# Чарльз Кулі
Чарльз Го́ртон Ку́лі (англ. Charles Horton Cooley, 17 серпня 1864, Енн-Арбор, Мічиган — 8 травня 1929, там само) — американський економіст, соціальний психолог, соціолог, професор Мічиганського університету, один з президентів Американського соціологічного товариства (1918). Автор теорії «дзеркальної самості», один із основоположників теорії малих груп.

## Біографія
Народився майбутній вчений в місті Енн-Арбор, штат Мічиган, 17 серпня 1864 року, в сім'ї Мері Елізабет Гортон і Томаса М. Кулі. Його батько був дуже успішним юристом, а також мав високий соціальний статус, був шанованою людиною в суспільстві. Томас Кулі був суддею Верховного суду штату Мічиган й одним з засновників юридичного факультету в Мічиганському університеті. Пізніше він був призначений деканом цього факультету (1859-1884.) Мати вченого, Мері Елізабет Гортон, виявляла активний інтерес до громадських справ і відвідала разом зі своїм чоловіком кілька міст у США у справах Комісії з торгівлі між штатами.

### Навчання
Чарльз був четвертою дитиною в сім'ї з шістьмома дітьми. Батько наголосив на важливості отримання освіти для своїх дітей. У віці шістнадцяти років Кулі розпочав навчання в Мічиганському університеті, який став йому і Альма-матер, і місцем подальшої роботи. Через хворобу йому знадобилося сім років для навчання в університеті, який він закінчив лише в 1887 році. Чарльз продовжив навчання на річних курсах в галузі машинобудування в тому ж університеті. 1888 року він почав здобувати звання магістра в галузі політичної економії, другою його спеціалізацією була соціологія. Кулі почав викладати економіку та соціологію у Мічиганському університеті восени 1892 року. Кулі отримав докторський ступінь у 1894. Його докторська дисертація в галузі економіки називалась «Теорія транспорту».

### Особисте життя
Ч. Кулі одружився у 1890 році з Елзі (англ. Elsie) Джонс, донькою професора медицини Мічиганського університету. Дуже розвинена культурно жінка, місіс Кулі була активною, енергійною, і повністю позбавила свого чоловіка від життєвих турбот, дозволивши Чарльзу, таким чином, повністю сконцентруватися на науці. Сім'я мала трьох дітей — хлопчика та двох дівчаток, жила тихо й усамітнено в будинку недалеко від кампусу університету. Дітей Кулі часто використовував як свого роду домашню лабораторію для вивчення їхнього ґенезису і становлення самості. Він спостерігав за поведінкою наслідування своїх трьох дітей й аналізував ці моделі поведінки шляхом порівняння їх віку та реакцій.

## Внесок до соціальної теорії

### «Теорія транспорту» та переорієнтація насоціологію
Перша велика праця Кулі «Теорія транспорту» (1894) була з економічної теорії. У ній він обговорює зростання та поширення транспорту протягом XIX століття. Вчений робить висновок, що, як правило, міста й містечка тяжіють до місць перетину транспортних магістралей — місць так званих перерв (пауз) в перевезеннях.
Кулі вагався, що саме він хоче вивчати в науці — математику, соціальні науки, психологію чи соціологію. Він хотів отримати роботу, яка дозволила б йому творити та мислити. Після ознайомлення з творами Герберта Спенсера Кулі зрозумів, що має інтерес до соціальних проблем. Вчений вирішив, що хоче вивчати соціологію, тому що це дасть йому здатність обмірковувати і аналізувати соціальні проблеми. Він почав викладати соціологію у Мічиганському університеті з 1894 року.
Кулі незабаром розпочав ширше аналізувати взаємодії індивідуальних і соціальних процесів. Основи його соціологічної теорії викладені у своєрідній трилогії його праць «Людська природа та соціальний порядок» (1902), «Соціальна організація» (1909), «Соціальний процес» (1918), а також у праці «Соціологічна теорія та соціальне дослідження» (вийшла після смерті вченого у 1930).
Кулі був представником першого покоління американських соціологів. В основі його соціологічної теорії лежать соціальний органіцизм та визнання провідної ролі свідомості в формуванні соціальних процесів.
У праці «Людська природа та соціальний порядок» він передвістив вивчення Дж. Г. Мідом символічної основи самості, докладно описавши, яким чином соціальні реакції впливають на появу звичайної соціальної участі. Кулі значно розширив свою концепцію «Дзеркальної самості» (я є тим, ким, на мою думку, ви мене вважаєте) в своїй наступній книзі «Соціальна організація», в якій він описав комплексний підхід до вивчення суспільства та його основних процесів.

### Теоретичні витоки таметодологія
Загальнотеоретичними джерелами соціологічної концепції Кулі стали: філософія В. Ґете, Р. Емерсона; функціональна психологія В. Джеймса; соціологія О. Конта, Г. Спенсера, А. Шеффле, Л. Гумпловича, Г. Тарда, Л. Ворда, Ф. Ґідінґса, а також теорія еволюції Ч. Дарвіна.
Кулі був незадоволеним методологією, яка була поширена в тогочасній соціологічній спільноті. Він надавав перевагу емпіричному підходу, спостереженню. У той час як він високо оцінює використання статистичних даних, він вважає кращими ситуативні дослідження (case study). Часто він використовував своїх власних дітей як об'єкти його спостережень.

### Соціальна організація
Вихідною передумовою його теорії було твердження про соціальну природу людини. За словами Кулі, соціальна природа виробляється в людині за допомогою простих форм інтимної взаємодії або первинних груп (сім'ї, ігрових груп та спільноти старших тощо), особливо сімейних та сусідських, які існують всюди й завжди впливають на індивіда. Первинні групи є першими групами, до яких потрапляє індивід, і які дуже впливають на його ідеї, погляди та вірування. Вона є певним спільним для всього людства комплексом соціальних почуттів, настанов, моральних норм, ідеалів, який утворює універсальне духовне середовище людської діяльності.
Він стверджував, що індивіди мають два різних джерела життя — одне випливає зі спадковості, а інше від суспільства. Спадковість біологічна, вона є людською природою, з якою народжуються люди. Суспільство є теж людською природою, яка проявляється у первинних групах — це характерно для будь-якої цивілізації. Проте вплив первинних груп є настільки великим, що індивіди дотримуються первинних ідеалів і в комплексніших об'єднаннях і навіть створюють нове первинне групування з офіційними організаціями.
Кулі ввів розрізнення первинних груп (йому належить і сам термін) та вторинних соціальних інститутів. Первинні групи (сім'я, дитячі групи, сусідство, місцеві спільноти) є, згідно з Кулі, основними суспільними ланками й характеризуються інтимними, особистісними, неформальними зв'язками, безпосереднім спілкуванням, стійкістю та нечисленністю. Тут відбувається соціалізація, формування особистості, яка засвоює в процесі взаємодії основні суспільні цінності та норми, способи діяльності.
Вторинні соціальні інститути (класи, нації, партії), згідно з Кулі, утворюють соціальну структуру, в якій відбуваються безособові відносини, до яких сформований індивід включений лише частково як носій певної функції.
У «Соціальній організації» Кулі запитує, завдяки чому створюється суспільство? Він зосереджується на відносинах між індивідами та більшими спільнотами суспільства. Він розглядає «соціальне» та «індивідуальне» — два боки ментальної цілісності, суспільство та індивідів як частини одного цілого, які не можуть існувати одне без одного, як єдиний живий організм. Проте Кулі відкидав біологічний детермінізм та поверхові аналогії суспільства з організмом. Його холізм ґрунтується на ментальній природі соціального організму — «над-Я», «більшій свідомості».
В цій єдності «соціальне» є лише кумулятивним аспектом цілісності, а «індивідуальне» є її дискретним аспектом. Кулі не дає однозначного визначення цієї цілісності, позначаючи її метафізичною категорією «людське життя». Долучення індивідуальних ментальних процесів до «більшої свідомості» — це й є соціальний процес, який Кулі розуміє як соціалізацію індивідуальної свідомості, ґрунтуючись на соціальній психології В. Джеймса.
Суспільство сильно впливає на людську поведінку і навпаки. Він також прийшов до висновку, що чим більше індустріалізованим стає суспільство, тим більше воно стає індивідуалізованим. Також Кулі розглядає суспільство як тривалий експеримент із розширення соціального досвіду та узгодження відмінностей. Тому він аналізував функціонування такого комплексу соціальних форм як формальні інститути, соціальні класові системи, і тонкий контроль над громадською думкою. Класові відмінності відображають різні привнесення до суспільства, такі як явища звеличення та експлуатація.

### Соціалізація
Соціалізація індивідуальної свідомості починається у первинній групі, де присутній безпосередній психологічний контакт. З одного боку, Кулі розглядає процес соціалізації як результат соціальної взаємодії, а з іншого — як процес засвоєння індивідом соціального досвіду. Засвоєння ідеалів, моральних норм індивіда відбувається під час комунікації з іншими людьми. Соціалізація розвивається від інстинктивного «самовідчуття» (англ. selffeeling), в якому самість — це емоції, збудження, до соціальних почуттів (любові, поваги, співчуття і т.і.). При цьому вчений не розрізняє строго почуття та розум. Свідомість зводиться тут до різних «умонастроїв» (англ. feeling states), взаємозв'язок яких здійснюється розумним началом — рушійною силою соціальних процесів.
Результатом соціалізації є образи, або уявлення (англ. imaginations). В уявленнях самовідчуття індивіда асоціюються з загальноприйнятими символами та перетворюються на результаті на соціальні почуття. Соціальні почуття, за Кулі, — це основа соціальної організації й соціального контролю. Потенційна розумна природа індивідуального «Я» набуває соціальної якості лише в комунікації, міжособистісному спілкуванні всередині первинної групи. Уявлення про власне «Я», які засвоюються індивідом й виникають у свідомості «інших», Кулі називає «уявленнями уявлень» (англ. imaginations of imaginations). Вони визнаються як соціальний факт і є основним предметом соціології.
Кулі характеризував особистість як суму психічних реакцій людини на думку про неї оточуючих людей (так звана теорія "дзеркального «Я»). Особливо важливу роль такі реакції відіграють у ранньому розвитку дитини, коли саме через сприйняття інших людей формуються її ідеї та уявлення про саму себе, які потім перетворюються на стабільну концепцію власної особистості.
Правильно відмічаючи деякі суттєві риси соціалізації та формування самосвідомості особистості, Кулі одночасно неправомірно зводив їх до безпосередньої взаємодії індивідів.

### Концепція «Дзеркального я (самості)»
Кулі був одним з дослідників самості (тобто понять «я», «мене», «моє», «я сам»). Його теорія є відомою за російськими джерелами як теорія «дзеркального я», хоча її назву правильніше було б перекласти як теорія «дзеркальної самості» (англ. looking-glass self). В цій версії зберігається початкове уявлення засновників символічного інтеракціонізму про складну структуру особистості індивіда.
Сьогодні концепція «дзеркальної самості» є, безсумнівно, найвідомішою, знаною та сприймається більшістю психологів та соціологів. Вона розвинула ідею В. Джеймса про особистість, включивши здатність до відображення у її поведінку.
Теорія «дзеркальної самості» ґрунтується на уявленні про соціальну реальність як процес взаємодії між індивідами. Кулі важав, що суспільство та індивід виражають не розділені явища а різні аспекти одного й того ж, самостійні індивіди є абстракцією, невідомою на практиці, і отже також є суспільством.
Ця теорія застосовна не лише до індивідів а й до макрорівневих економічних питань суспільства і до тих макросоціологічних умов, які створюються з плином часу.
Основні постулати теорії «дзеркальної самості»:
- в процесі взаємодії люди здатні уявляти, як вони сприймаються узагальненим іншим;
- люди здатні усвідомлювати характер реакцій у відповідь узагальнених інших;
- люди розвивають самоуявлення, почуття гордості чи пригніченості в залежності від того, якими вони вбачають уявлення ізагальнених інших.

Погляди інших людей будуються, змінюються та підтримуються нашим власним уявним образом; таким чином, існує взаємозв'язок між тим, як ми бачимо себе та як інші бачать нас. Через ці взаємозв'язки людські істоти розвивають розуміння того, ким вони є. Кулі стверджував що коли ми відчуваємо сором або гордість, це пов'язано з нашою думкою про те, що інші сприймають нас так само. Він також згадує, що ми не завжди сприймаємо враження інших правильно. Наприклад, студент невірно відповівши на запитання в аудиторії, пізніше може подумати, що інші сприймали його як німого або не підготовленого. «Дзеркальна самість» є безперервним процесом тому що ми завжди взаємодіємо з новими людьми і завжди оцінюємо себе відповідно до вражень від того, як інші бачать нас.
Відношення між уявленнями людей про мене та моєю самосвідомістю, «дзеркальна самість» створюється через уявлення про те, як мне можуть зрозуміти інші індивіди. Пізніше цей процес було названо «емпатичною інтроспекцією» (самоспостереженням). ЇЇ Кулі запропонував як метод дослідження свідомості індивідів. Суть його полягає в тому, що соціолог уявляє себе у вигляді соціального суб'єкта в різних ситуаціях, припускаючи свою відповідну поведінку. Вчений вважав, що таким чином можна зрозуміти значення та мотиви соціальної поведінки взагалі.
Наслідуючи вчення В. Джеймса, ця концепція «дзеркальної самості» пов'язана з відкиданням «Картезіанської диз'юнкції між розумом та зовнішнім соціальним світом». Кулі хотів зруйнувати бар'єр декартового вчення між індивідом та суспільством.

### Соціальний процес
У своїй роботі «Соціальний процес» Кулі наголошує на нераціональній, апробаційній природі соціальної організації та на важливості соціальної конкуренції. «Соціальний процес» є важливим відображенням соціальних теорій Кулі. Вона була більше філософською ніж соціологічною. Він інтерпретував сучасні йому труднощі як конфлікт між цінностями первинних груп (любов, честолюбність, відданість) та інституціональними цінностями (безособові ідеології на кшталт прогресу чи протестантизму). Позаяк спільноти намагаються справлятися зі своїми труднощами, вони пристосовують, наскільки це можливо, два різновиди цінностей один до одного. Кулі також наводить приклад ідеї героїв та їх обожнювання. Він говорив, що герої допомагали при інтерналізації (засвоєнні) соціальних норм адже вони представляли та подавали приклад використання та дії соціальних цінностей.

### Кулі та соціальна суб'єктивність
Теорія Кулі була розроблена у відповідь на потрійну необхідність яка виникла у сфері суспільства. Першою з них була необхідність виробити розуміння суспільних феноменів, яке висуває на передній план суб'єктивні психічні процеси індивідів, що ці суб'єктивні процеси впливають та спричиняють суспільні процеси. Друга необхідність розглядала розвиток концепції соціальної динаміки, яка зображує стан хаосу як природне явище, що забезпечує можливості для «адаптивної інновації». Насамкінець, потреба демонстрації громадськості, яка була здатна надавати деякої форми «інформованому моральному контролю» над поточними проблемами і майбутніми напрямками.
Соціальній природі людини відповідає особливе соціальне пізнання, «яке здатне поєднувати видиму поведінку з уявленням відповідних внутрішніх процесів свідомості». Макс Вебер назвав би таке пізнання «розумінням», яке передбачає наявність суб'єктивного смислу діяльності, а соціологію, яку будував на цій основі Кулі, — розуміючою соціологією.

### Значення
Теорія малих (первинних) груп та теорія «дзеркальної самості» надалі багато в чому стали визначальними для розвитку соціальної психології, теорії соціалізації, рольової теорії особистості, деяких галузей мікросоціології: соціології особистості та соціології малих груп, соціології спільнот тощо.
Ідеалістична концепція суспільної структури Ч. Кулі вплинула на Дж. Дьюї, В. Томаса, Р. Макайвера та інших. Соціальна теорія вченого вплинула на розвиток інтеракціоністських концепцій в сучасній соціології. Його ідея соціальних фактів була сприйнята В. Томасом (поняття «визначення ситуації»), а до уявлень Кулі про роль свідомості в суспільному житті часто звертався Дж. Г. Мід. Теорія про формування й збереження індивідуальності шляхом відображення в судженнях (і реальних, і ймовірних) інших була розроблена Мідом, а також іншими символічними інтеракціоністами. В цілому його соціологія збігалася з інтересом Чиказької школи до відношення між «Я» та соціальною групою.